# Superboy
Superboy é o nome de vários super-heróis fictícios que aparecem nos quadrinhos americanos publicados pela DC Comics. Esses personagens foram apresentados em várias séries de quadrinhos de mesmo nome, além de Adventure Comics e outras séries com grupos de super-heróis adolescentes.
Desde a primeira história publicada do personagem em 1944 até 1992, o título Superboy foi aplicado a versões das aventuras do Superman (Kal-El) quando menino, adolescente ou jovem adulto. Os cenários principais para as histórias foram a cidade fictícia de Smallville, o século 30 (onde Superboy participou de aventuras de viagem no tempo com a Legião de Super-Heróis) e as universidades frequentadas por Clark Kent. Em 1993, um segundo Superboy foi introduzido, um jovem clone do Superman que acabou recebendo o nome Kon-El e a identidade secreta de Conner Kent. Em 2016, a DC Comics apresentou outro Superboy, Jonathan Kent, filho do Superman contemporâneo e sua esposa Lois Lane.
Superboy foi o primeiro super-herói a estrelar um título solo de sucesso após a Segunda Guerra Mundial. Durante a Era de Prata, Superboy era frequentemente o segundo super-herói mais vendido, com edições mensais de Superboy e Adventure Comics vendendo regularmente mais de um milhão de cópias combinadas. Superboy e suas adaptações subsequentes foram creditadas por popularizar a prequela como forma de entretenimento.

Versões dos personagens apareceram em programas de televisão, séries de animação e filmes desde 1960, incluindo uma série de TV distribuída de 1988 a 1992. Smallville, um programa popular da WB/CW exibido de 2001 a 2011, foi baseado nos personagens clássicos do Superboy, super-heróicos. aventuras de um pré-Superman Clark Kent e participações especiais de uma versão alternativa de Kon-El.